# Костел Святого Антонія (Лосяч)
Костел Святого Антонія в Лосячі — культова споруда, римо-католицький храм у селі Лосячі Тернопільської области України. Пам'ятка архітектури місцевого значення.

## Історія
Костел у Лосячі збудували наприкінці XIX — на початку XX століть. У шематизмах храм датований 1889 роком, а в інших джерелах зустрічаються 1896—1906 роки. Ймовірно, що в 1889 році було споруджено філіальний лапідарний храм, який у 1896—1906 роках добудували до повноцінного костелу у зв'язку з бажанням заснувати парафію (фундатор — Голуховські).
У 1904 році заснували парафіяльну експозитуру, а 1909 року — парафію (також коштом Голуховських).
31 серпня 1932 року храм консекрував архієпископ Болеслав Твардовський.
З 1970-х років і аж до 1990 року святиню було закрито (склад). 21 квітня 1990 року повернений храм освятили.
13 серпня 2002 року кардинал Мар'ян Яворський освятив розпис костелу, здійснений його коштом, а 13 червня 2008 року — дах та вежу храму, відремонтовані за кошти почесного консула України в Познані Л. Горовського.
Парафію обслуговують дієцезіальні священники.

## Світлини

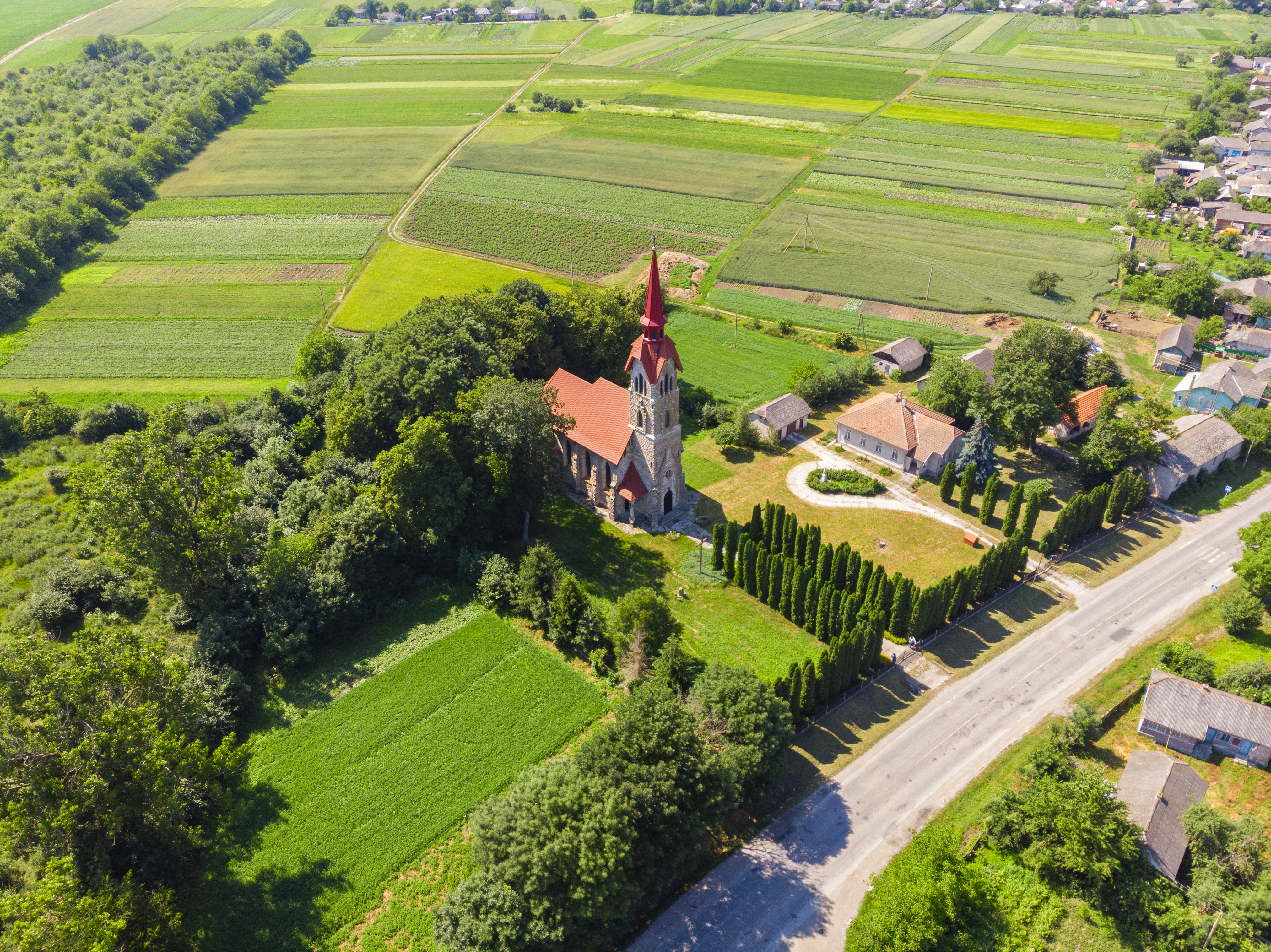
Вид на костел з висоти пташиного польоту
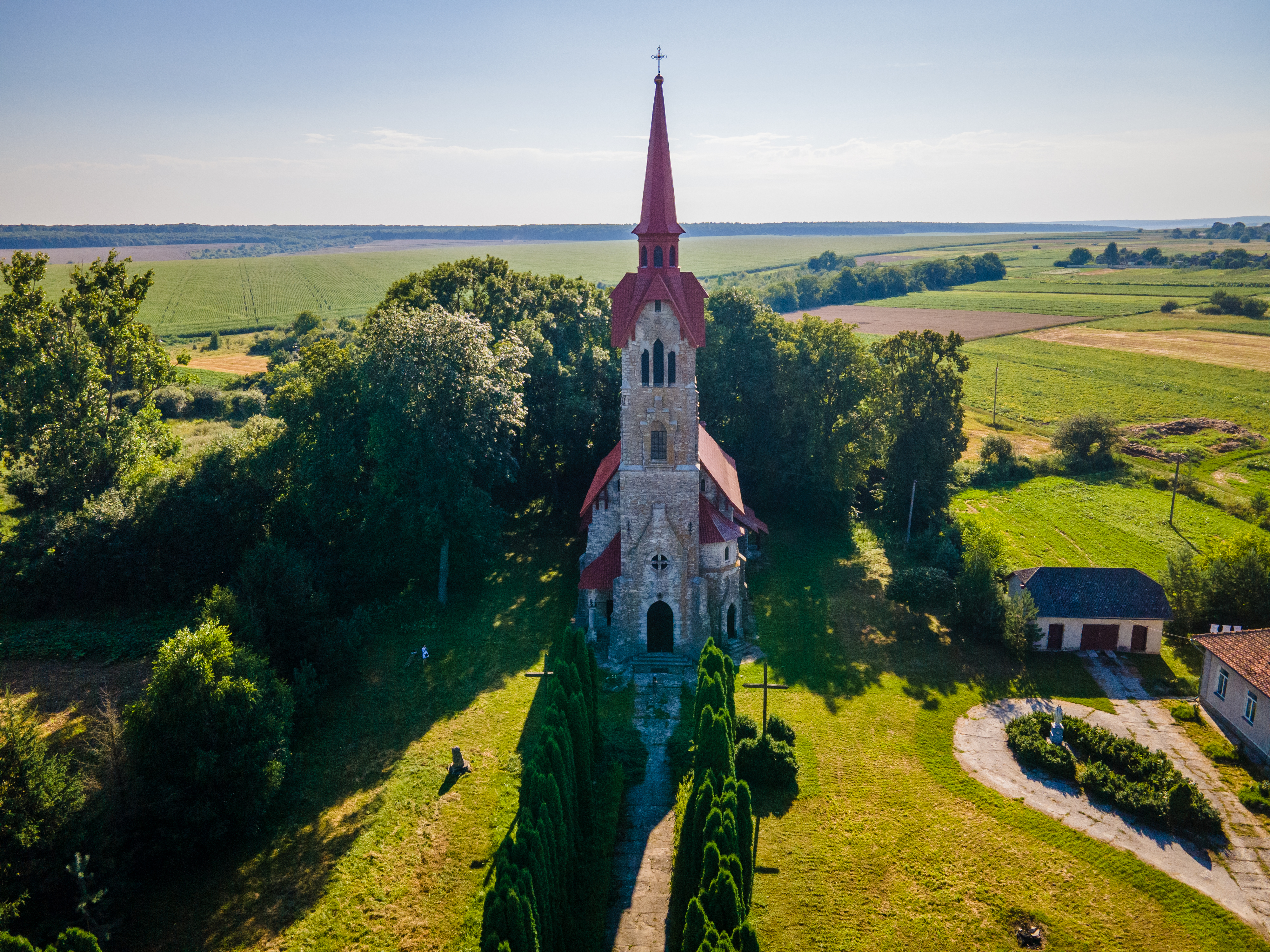
Вид на костел з повітря
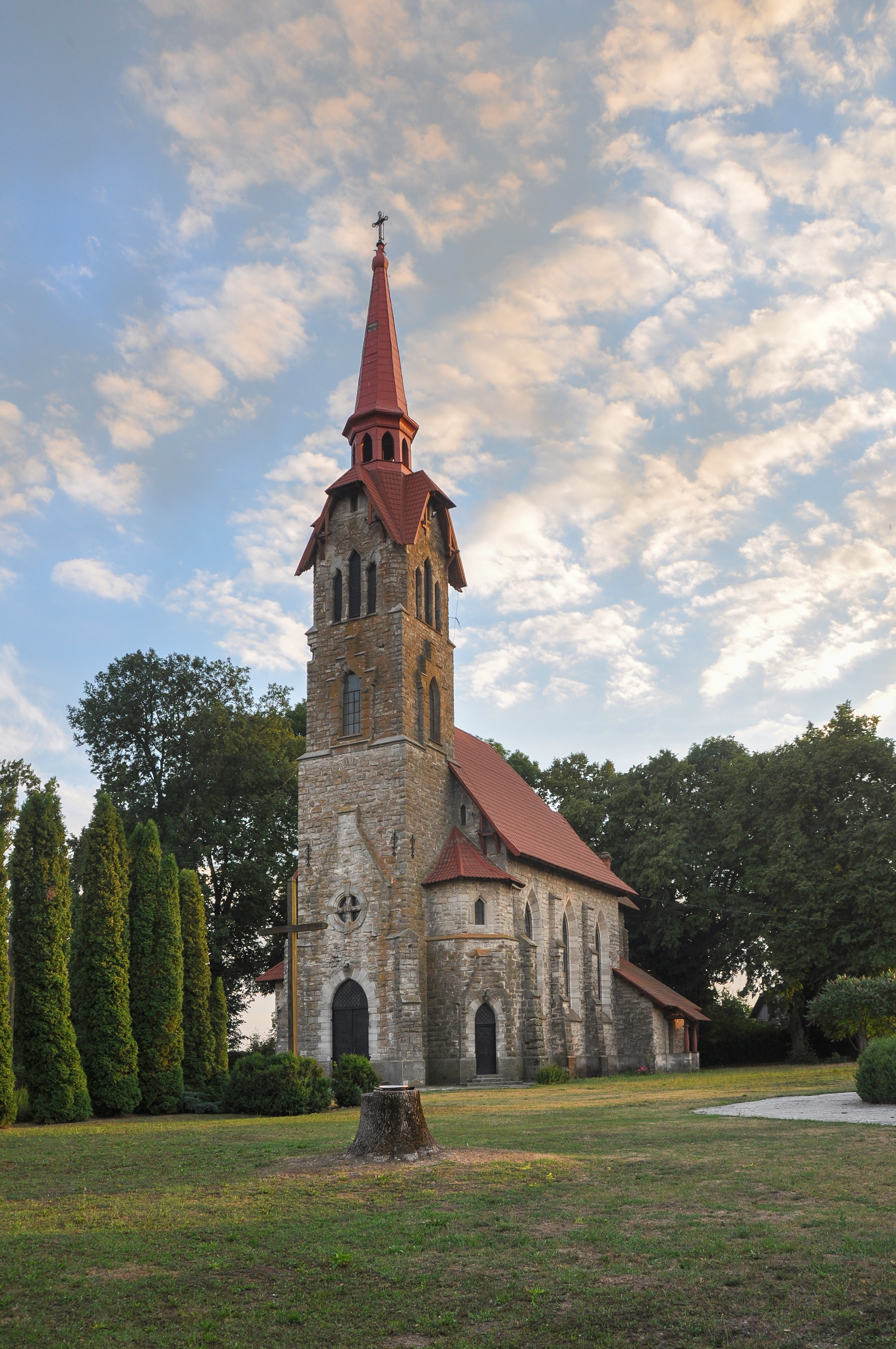
Костел ввечері
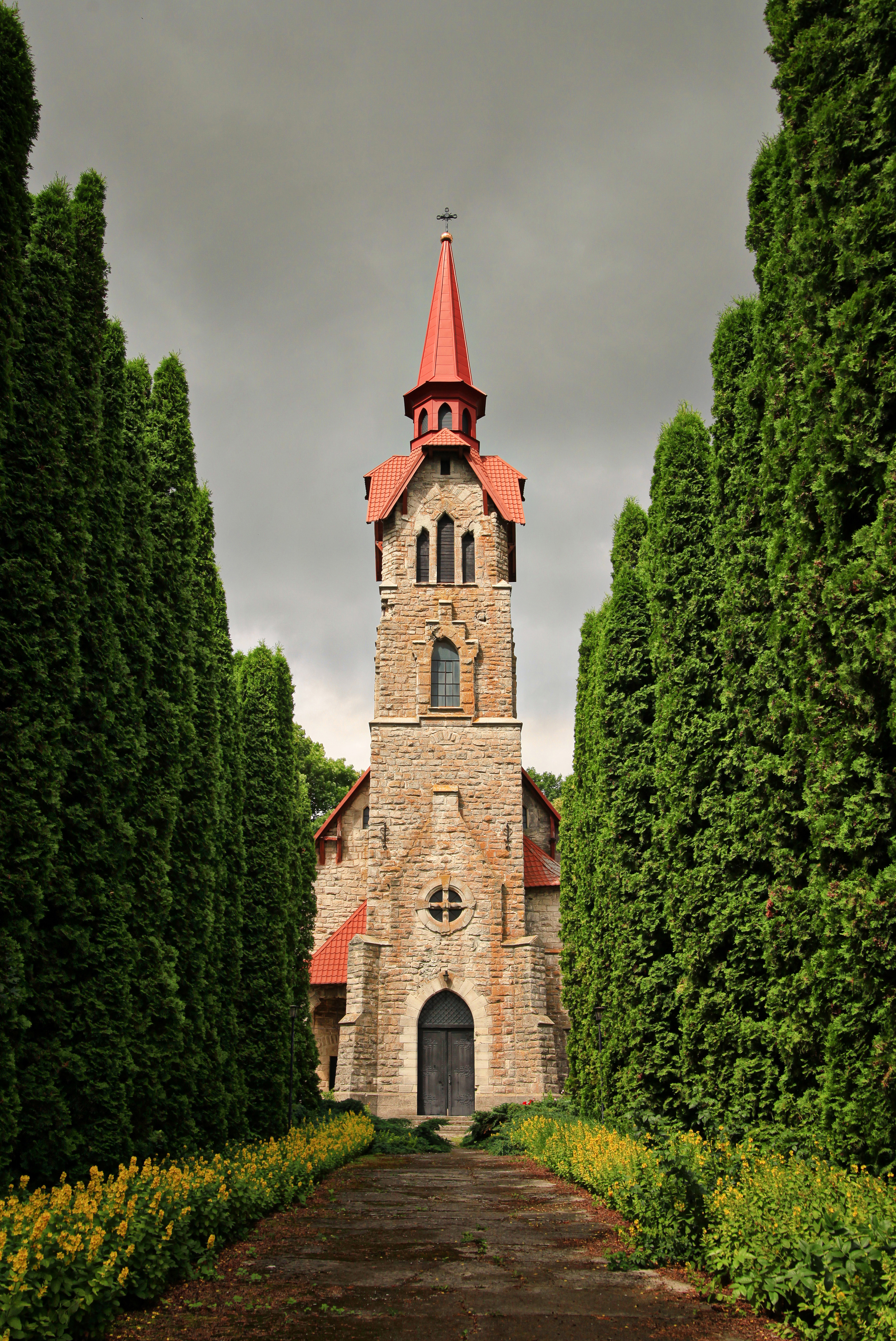
Костел і алея перед ним